# Lucio Tasca (senatore)
Lucio Tasca (Palermo, 30 maggio 1820 – Palermo, 19 giugno 1892) è stato un politico italiano.

## Biografia
Carmelo Lucio Gaetano Mastrogiovanni Tasca e Nicolosi, conte d'Almerita, era figlio di Paolo Mastrogiovanni Tasca e Rosa Nicolosi. Sposò Beatrice Lanza e Branciforte, principessa di Trabìa.
Durante la rivoluzione siciliana del 1848 fu Pari del Parlamento siciliano (1848-1849). Nel 1861 fu eletto deputato del Regno d'Italia e si dimise nel marzo 1864.
Fu nominato senatore del Regno d'Italia nel 1889. Fu il fondatore della casa vinicola Tasca d'Almerita.
Anche il figlio Giuseppe Tasca Lanza fu senatore del Regno